# Давньофранцузька мова
Давньофранцузька мова (фр. ancien français) — мова, що охоплює сукупність романських мов групи «ойль», якими розмовляли на території, що приблизно відповідає місцевості середньої півночі сучасної Франції, приблизно з IX до XIV століття. Була результатом еволюції північно-галльського наріччя народної латини, що відбувалася під впливом франкської мови. Давньофранцузька мова значно відрізнялася від сучасної французької мови в аспектах фонетики та граматики.

## Поширена хибна уява щодо характеру мови й історичної доби
Всупереч загальноприйнятому уявленню, поширеному у франкомовних носіїв мови і популяризованому відомим фільмом «Прибульці» (який не має ніякої лінгвістичної достовірності), те, що часто називають «давньофранцузькою мовою», насправді такою зовсім не є. Та мова, яку часто називають цим терміном, є французька мова класичної епохи, або навіть сучасна мова, написана у старішій орфографії, і яку може зрозуміти й непідготовлена людина.
Давньофранцузька мова не є легкозрозумілою для франкомовної людини, яка не має спеціальної освіти. Так, фраза «Sçavoir faisons, à tous presens et advenir, que pour aucunement pourveoir au bien de nostre justice, abbreviation des proces, et soulaigement de noz subiectz, avons, par edict perpetuel et irrevocable, statué et ordonné, statuons et ordonnons les choses qui s'ensuyvent» (цитована за ордонансом Вілле-Котре 1539 року короля Франциска I) — приклад не давньофранцузької, а середньофранцузької мови XVI століття. І навпаки, такі вірші «Пісні про Роланда»: «En ceste tere ad asez osteiet / En France, ad Ais, s'en deit ben repairer / Vos le sivrez a la feste seint Michel / Si recevrez la lei de chrestiens / Serez ses hom par honur e par ben» є прикладом давньофранцузької мови.

## Походження і нащадки
Мова походить від галло-романської мови, що була місцевою формою народної латини, яка була у вжитку по всьому післяримському просторі. Біля XIV століття давньофранцузька мова розвинулася у середньофранцузьку. Дана періодизація введена в новий час і є до певної міри умовною. З точки ж зору самих носіїв мови, дана еволюція була лише ледь помітною або й зовсім невиразною, оскільки народна латина еволюціонувала у французьку мову поступово і протягом тривалого періоду часу, отже, розриви між різними стадіями розвитку мови були просто непомітні.
Для отримання більшої інформації зверніться до статті Фонетична еволюція (фр).
Давньофранцузька мова є предком сучасної французької мови. Однак, поява однієї мови, спільної для всієї території Франції, є досить пізнім явищем в її історії, і мова зобов'язана своїм існуванням цілому ряду стародавніх мов групи «ойль», з яких і утворилася сучасна мова.
Наприклад, вважається, що напередодні Французької революції три чверті населення країни говорило різними діалектами або ж іншими мовами.

### Історичний вплив

#### Галльська мова
Галльська мова, що була одною зі збережених континентальних кельтських мов часів римської епохи, повільно згасала під час багатовікового римського панування над Галлією. У сучасній французькій мові збереглося лише невелика кількість галльських слів — серед них слова chêne «дуб» і charrue «плуг», і менш ніж двісті слів (Delamarre (2003, pp.389-90) налічує 167) — мають галльську етимологію. Латина була загальновживаною мовою майже на всій території заходу Римського світу, і її вплив ріс за рахунок зниження галльського впливу.

#### Латина
У певному сенсі, давньофранцузька мова зароджувалася у той момент, коли Рим завоював Галлію під час кампаній Юлія Цезаря, майже повністю завершених до 51 року до н. е.. Римляни принесли латину на територію Південної Франції близько 120 року до н. е. (у період Пунічних воєн), коли ця територія перейшла під їхню владу.
Фонологічна система класичної латини починає зазнавати зміни з часів Плавта, що в прикінцевому підсумку призвело до виникнення вульгарної (народної) латини, що стала загальновживаною мовою на всій території заходу Імперії. Ця пізня форма мови дуже відрізнялася від свого класичного аналога за фонологією і стала предком романських мов, у тому числі і давньофранцузької.
Деякі галльські слова вплинули на народну латину, а через неї і на інші романські мови. Так слово класичної латини equus в розмовній мові було замінено народним caballus, утвореного від галльського слова caballos (Delamare 2003 p. 96), від якого утворилися фр. cheval, кат. cavall, італ. cavallo, порт. cavalo, ісп. caballo, рум. cal, і (запозичене з нормандської) англ. cavalry (можливо, що галльське і латинське слова, як і грец. καβάλλης і слов'ян. кобила, походять з фракійської).
Давня франкська мова справила великий вплив на словник давньофранцузької мови після загарбання германським плем'ям франків частини територій римської Галлії, що знаходилися на території сучасних Північної Франції та Бельгії, у період Великого переселення народів. Сам етнонім français (французи) походить від назви цього племені. Велика кількість інших германських народів, включаючи бургундів, активно проявляло себе в цей період; германські мови, якими говорили франки, бургунди та інші племена, не мали своєї писемності, тому зараз у зв'язку з їхнім зникненням, визначення германського джерела, від якого пішло те чи інше слово французької мови, є досить важким завданням. Філологи, наприклад Поуп (1934), оцінюють, що приблизно 15 % слів сучасного французького словника мають германське походження, включаючи велику кількість загальновживаних слів, таких як haïr «ненавидіти», bateau «човен», і hache «сокира». Ймовірно, що passé composé і інші складові дієслівні часи, використовувані у французькому відмінюванні, також є результатом германського впливу.
Інші слова германського походження з'явилися у давньофранцузькій мові як результат норманського заселення у X столітті нинішньої провінції Нормандії. Поселенці розмовляли давньоскандинавською мовою та їхнє право на проживання було узаконено і зроблено постійним в 911 році під час правління Роллона Нормандського. Кілька морехідних термінів, і що примітно, назва чотирьох сторін світу також були запозичені від норманів через староанглійську мову.

## Найранніші письмові свідчення

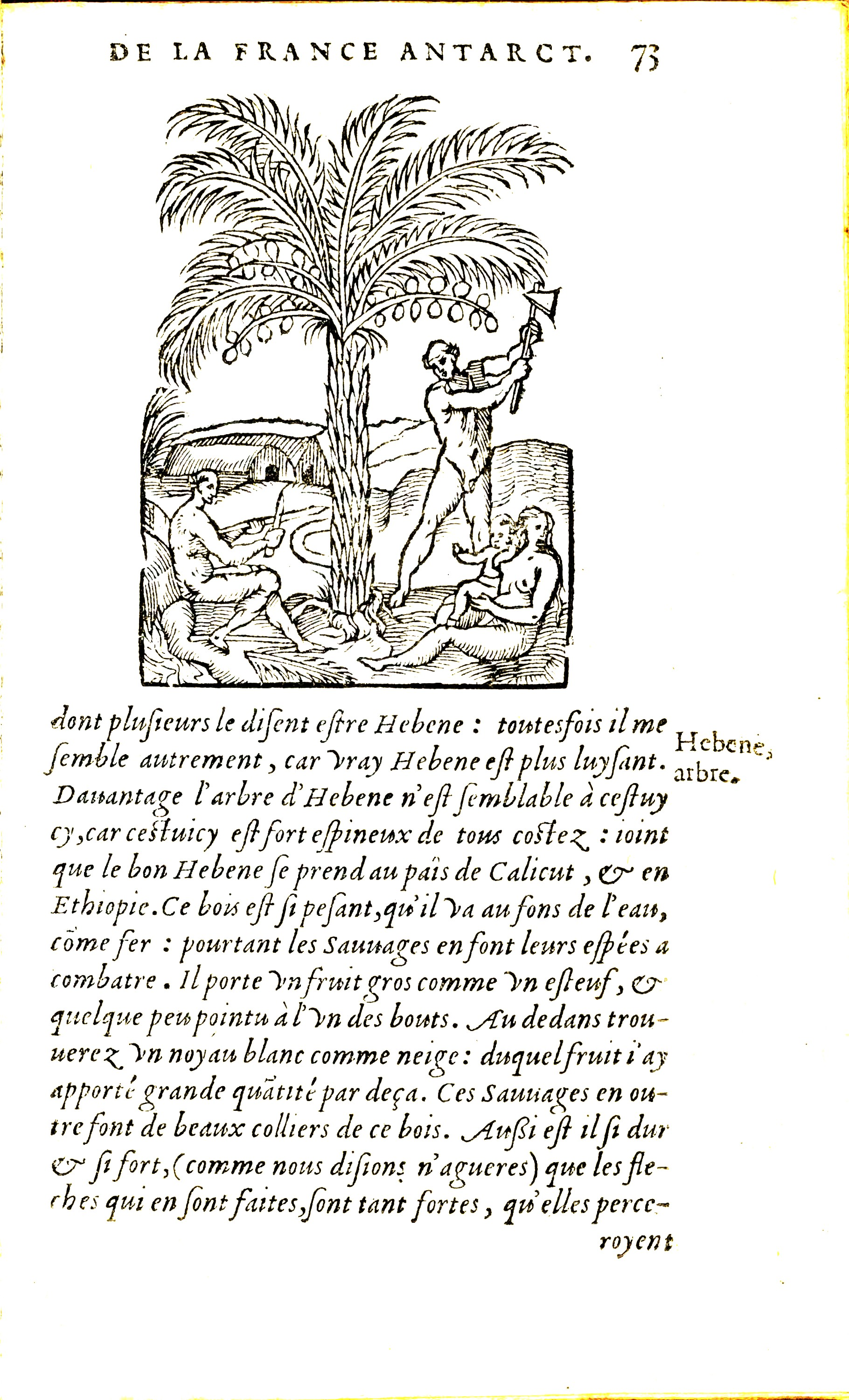
Зразок давньофранцузької мови з книги Андре Треве «Сингулярність Америки…», 1558

Вважається, що одним з найбільш ранніх документів, написаних французькою мовою, є «Страсбурзькі клятви» (договір, підписаний королями Карлом Лисим та Людовиком Німецьким у 842 році). Можливо, що текст являє собою найстарішу мову «ойль» або галло-романську, будучи перехідною стадією між вульгарною латиною і ранньою романською мовою:
Pro Deo amur et pro Christian poblo et nostro commun salvament, d'ist di en avant, in quant Deus savir et podir me dunat, si salvarai eo cist meon fradre Karlo, et in aiudha et in cadhuna cosa…
В ім'я любові Божої і в ім'я християнського народу і нашого загального порятунку, відтепер і навіки, як тільки Бог дасть мені знання («savir» тут: субстантивований інфінітив «знати» — знання або ж вміння) і сили, я буду захищати мого брата Карла, допомагаючи йому в усьому …
Королівський дім Капетингів, заснований Гуго Капетом в 987, ознаменував поширення північнофранцузької культури, яка повільно, але наполегливо завойовувала панування на південних територіях Аквітанії та Тулузи. Однак «мова ойль» Капетингів, попередник сучасної французької мови, так і не стала загальною мовою населення Франції аж до Французької революції.
Іншим прикладом ранньої мови «ойль», по-іншому званою галло-романською, є Секвенція про святу Євлалію, чия мова, ймовірно, набагато ближча до розмовної, ніж мова «Страсбурзьких клятв» (що визначено за мовними відмінностями). Точно визначити, як необхідно вимовляти ці приклади давно зниклої давньофранцузької мови, є вельми складним завданням.

## Значення давньофранцузької мови в лінгвістичній історії
Мова культури та літератури має дуже багато письмових свідчень і завдяки цьому можливо досить чітко простежити її історію (як лексичну, морфологічну, фонетичну, так і синтаксичну). Послідовність фонетичної еволюції, яка простежується від цієї давньої мови до сучасної, відома досить докладно, отже, стає можливим простягнути фонетичний ланцюг, що тягнеться від латини до французької мови через усі століття лінгвістичної еволюції. Вивчення французької мови та її історії не може обійтися без знання давньофранцузької мови. Крім того, цей предмет (так само як і історична фонетика) є обов'язковим для отримання диплома CAPES з сучасної літератури, а також для отримання звання переможця конкурсу з класичної літератури і граматики, проведеному у Франції з метою навчання французької мови та літератури.

## Діалектні варіації і літературна мова
Населення середньовічної Франції говорило безліччю найрізноманітніших мов. У більшості люди не знали церковної латини, якщо не мали освіти,— а освіта за часів раннього Середньовіччя взагалі була надзвичайною рідкістю. Вони не знали і «français du roy» (французької мови короля),— за винятком жителів області Іль-де-Франс, звідки і пошириться той різновид (діалект) французької мови, який згодом ляже в основу мови людей робітничого стану.
Щоб коротко охарактеризувати лінгвістичну ситуацію тієї епохи, можна сказати, що мешканці Франції залежно від регіону проживання говорили:
- Різними мовами групи ойль: франко-пікардійською, франко-бретонською (галло), пуатуаською, сентожською, нормандською, морванською, шампанською, бургундською тощо.

- Різними мовами групи ок: гасконською, лангедокською, провансальською, лімузен-овернською, альпіна-дофінською та ін., а також каталонською;
- Різними франко-провансальськими мовами: бресською, савойською, дофінською, ліонською, форезькою, шаблезькою та ін., а також у Швейцарії женевською, водуазькою, нефшательською, валезанською, фрибурською та ін., вальдотенською в Італії;
- Германськими мовами: франкською, фламандською, ельзаською та ін.
- Бретонською (кельтської групи) та баскською мовами.

## Фонологія
Для опису фонологічних характеристик слів у даній статті використовується система Бурсі, іменована також алфавітом романістів, зазвичай використовувана при описі фонологічної еволюції французької мови. Опис цієї системи і таблиця відповідності її міжнародному фонетичному алфавітом (IPA) знаходиться у статті Système de Bourciez (фр).

### Система голосних
Класична латина використовувати десять голосних звуків (фонем), які діляться на п'ять коротких голосних (ă, ĕ, ĭ, ŏ і ŭ), і п'ять їх довгих еквівалентів (ā, ē, ī, ō і ū). Таким чином, у латині довжина звука фонологічна, тобто має змістотворчу (або релевантну) функцію: два слова можуть мати як єдину відмінність лише довготу голосних (напр. vĕnit «він приходить» відрізняється від vēnit «він прийшов»; pŏpulu (m) «народ» відрізняється від pōpulu (m) «тополя»).
Одною з найголовніших змін, що сталися під час еволюції від латини до французької мови, є поступове зникнення розрізнення довготи голосних і поява розрізнення голосних за підйомом. Музичний наголос потроху поступився місцем тонічному, що у результаті призвело до легкої зміни відкритості голосних: промовляння коротких голосних трохи більш відкрито, ніж довгих. Наслідком цього стало модифікація підйому голосних і протиставлення підйомів двох голосних стає критерієм диференціації слів (розрізняють закрите ẹ в слові pied від відкритого ę в слові lait, ọ в слові maux від ǫ в слові mort). Ця вокалічна зміна звуків відбулася протягом II, III і IV століть у початковій фазі еволюції французької мови, ще дуже близької до вульгарної латини. Велика частина таких змін є загальними для більшості романських мов.
Вокалічні зміни представлені в нижченаведеній збірці:
- ē стає ẹ (nez, dé) у II ст.;
- ĕ стає ę (les, lait), якщо голосна є наголошеною, в противному разі (ненаголошена голосна), вона стає звуком ẹ (II ст.);
- ĭ стає ẹ у II ст.;
- ī залишається i без розрізнювання довготи звука;
- ă і ā втрачають свою опозицію за довготою, отже, з погляду фонології давньофранцузька мова має лише один звук a;
- ō стає ọ (eau) у II ст.;
- ŏ стає ǫ (corps) якщо голосна є наголошеною, у противному разі вона стає звуком ọ (II ст.);
- ū втрачає свою характеристику довготи, залишаючись звуком u (fou, sourd);
- ŭ стає ọ у IV ст..

Три латинські дифтонги, представлені у вульгарній латині звуками oe, ae і au, еволюціонують відповідно в звуки ẹ (I століття), ę (II століття) і у ǫ (кінець V століття).

#### Рух до окситонії (наголосу на останній склад)
У латинській мові всі слова мають тонічний наголос. Зазвичай наголошується передостанній склад слова (про слово з таким наголосом кажуть, що воно парокситонічне), за винятком слів, що складаються з одного складу (моносилабічного), в разі чого, само собою зрозуміло, наголошується останній склад, а також за винятком полісилабічного слова (що складається з більш ніж одного складу), передостанній склад якого є коротким (тобто голосний який є коротким і не закритим голосним звуком, який би йшов за ним усередині складу), у разі чого наголошується третій з кінця склад (пропарокситонія).

#### Випадання голосного
Починаючи з I століття у народній латині намічається поступове випадання ненаголошених передостанніх голосних: cál 'ĭ'dus перетворюється на cáldus, ámbŭlat перетворюється на ámblat,génĭta перетворюється на génte. Ця знаменна еволюція буде повністю закінчена до V століття. У цю епоху більшість пропарокситонів перетворилися на парокситони: зі зникненням передостаннього голосного, що йшов за наголошеним голосним, цей останній був «посунутий убік».

#### Випадання внутрішніх переднаголошених
Внутрішні незакриті переднаголошені голосні (тобто ненаголошені голосні в позиції перед наголошеними голосними, але знаходяться не у початковому складі слова), за винятком голосного a, зникли до початку IV століття: bonĭtátem перетворилося на bonté, computáre перетворилося на compter. Якщо ж голосний звук, закритий приголосним, то такий голосний еволюціонував у звук /e̥/ (інакше «шва» (schwa) [ə], тобто нелабіалізоване «випадне e», що відрізняється від сучасного звука у словах le або petit), як у випадку дієслова appellár, еволюціонував у давньофранцузьке apeler.
У тому разі, якщо внутрішнім переднаголошеним голосним був звук a, то він або залишався звуком a, у тому разі, якщо він був закритий (ĭntaminatáre дає entamer), або до VII століття перетворився на звук /e̥/, якщо перебував у вільній позиції (firmaménte дає fermement).

#### Кінцеві голосні
Всі прикінцеві голосні повністю зникли (між VI і VII століттями), за винятком звука a, що перетворився на глухий звук [ë] перш ніж стати невимовним звуком у сучасній мові.
- [A] → [ë]: CANTA → chantë → il chante

ROSA → rozë → roz (rose)
- [E]: CANTARE → cantar → chanter

- [I]: MURI → mur

- [O]: CANTO → chant

- [U]: BONU → buen → bon-n → bon

### Система приголосних
Основні трансформації приголосних такі: зникнення прикінцевого -m у латинському знахідному відмінку, зникнення звука [h] і повторне його введення під впливом германських мов, збереження приголосних в сильному положенні й ослаблення слабких приголосних за допомогою палаталізації. Підкреслимо також, що романська мова придбала стислі зубні звуки [θ] та [ð], на зразок звуків в англійських словах «thing» та «this», можливо, під впливом франкської мови.
Зауважимо, що всі переписувачі найстаріших текстів, написаних французькою мовою, наприклад «Страсбурзьких клятв» (842) і Житії святого Олексія (бл. 1045), намагалися на листі передати звуки [θ] та [ð]; в тексті присяги ми знаходимо графему dh (наприклад, aiudha, cadhuna), що означає звук [δ], тоді як в Житії святого Олексія поєднання букв th іноді передає звук [θ] (espethe, contrethe).
У романських текстах для позначення придиху в деяких словах франкського походження, таких як honte, haine, hache, haïr, hêtre, héron, з V століття починає використовуватися буква h. Таким чином, буква h продовжує писатися в текстах класичної латини, але вона не вимовляється в розмовній мові; це було викликано не більше ніж ті, що дісталися мові у спадок під впливом запозичених з грецької слів. Саме з цього моменту починають розрізняти слова, в яких початкова h позначає «придих», тобто такі, які не дозволяють ні стягування слів, ні випадання голосного, і ті слова, початковою літерою яких є голосна, але на письмі починаються з h «без придиху». Ступінь придиху, який чітко відчувався в романську епоху, ігнорується, хоча вважається, що така вимова (з придихом), якщо і мала значення на початку свого вживання, то з часом в давньофранцузькій мові воно зовсім зникло.

## Морфологія
У плані морфології давньофранцузька мова залишається ще флективною мовою (сучасна французька мова набагато ближча до аналітичної будови), але в порівнянні з латиною кількість флексій вже скорочено у значній мірі.
Система іменників вже включає два роди (чоловічий і жіночий) і два числа (однина і множина), що є присутнім і у сучасній французькій мові, але зберігає також і два відмінки:
- Прямий відмінок, успадкований від називного відмінка латини, що виконує синтаксичні функції підмета, звертання та прикладки підмета.

- Непрямий відмінок, успадкований від знахідного відмінка латини, що виконує всі інші функції.

Кілька прикладів (іменники I і II типів зустрічалися набагато частіше за всі інші):
|            |                | Тип I (жін. рід) | Тип I (жін. рід) | Тип II (чол. рід)    | Тип II (чол. рід)   | Тип III (змішаний)   | Тип III (змішаний)              | Тип III (змішаний)              | Тип III (змішаний) | Тип III (змішаний) |
| нормальний | гібридний (Ia) | нормальний       | гібридний (IIa)  | IIIa (ч. р. на -eor) | IIIb (ч. р. на -on) | IIIc (ж. р. на -ain) | IIId (нерегулярний, ч. и ж. р.) | IIId (нерегулярний, ч. и ж. р.) |                    |                    |
| ---------- | -------------- | ---------------- | ---------------- | -------------------- | ------------------- | -------------------- | ------------------------------- | ------------------------------- | ------------------ | ------------------ |
| однина     | прямий         | la dame          | la citez         | li murs              | li pere             | li chantere          | li lerre                        | la none                         | li cuens           | la suer            |
| однина     | непрямий       | la dame          | la cité          | le mur               | le pere             | le chanteor          | le larron                       | la nonain                       | le conte           | le seror           |
| множина    | прямий         | les dames        | les citez        | li mur               | li pere             | li chanteor          | li larron                       | les nonains                     | li conte           | les serors         |
| множина    | непрямий       | les dames        | les citez        | les murs             | les peres           | les chanteors        | les larrons                     | les nonains                     | les contes         | les serors         |

Формально розрізняючи підмет та присудок, двовідмінкове відмінювання дозволяло використовувати, не ризикуючи отримати подвійне значення, порядок слів неможливий в пізнішому вживанні: фразиla beste fiert li cuens, si fiert li cuens la beste і li cuens fiert la beste абсолютно однозначно значать «граф ранить звіра», маючи абсолютно явний підмет li cuens.
Прямий відмінок виконує тут функцію підмета, але також він може бути його ознакою (прикладкою) або зверненням.
Хоча це двовідмінкове відмінювання і вживалося у літературній мові, в текстах час від часу фіксуються «помилки». Можливо, руйнування системи викликане фонетичною формою закінчень, які сприяли змішуванню відмінків (прикінцеве -s, що означає прямий відмінок однини, а також непрямий відмінок множини), своїм неповним характером (з часів давньофранцузької мови іменники жіночого роду, що закінчуються на -е, що походять від 1-го латинської відміни, простим способом протиставляють однину і множину), а також поступовим випаданням прикінцевих приголосних звуків у французькій мові (прикінцеве -s більше не вимовляється). Тим не менш, це руйнування не було однаковим: у своєму русі з Заходу на Схід ця система була скасована спочатку в діалектах Заходу, потім — Центру з паризьким регіоном, проіснувавши на Сході аж до XV століття.
Іменники сучасної французької мови, успадковані від давньофранцузької мови, в більшості випадків походять від непрямого відмінка, найбільш часто вживаного у мові. Проте в деяких випадках слова являє собою збережений прямий відмінок (головним чином, мова йде про слова, що позначають людей, через їх часте вживання в прямому відмінку як звертання): такі слова fils, sœur, prêtre, ancêtre, а також численні займенники. У кількох випадках збереглися обидві форми одного і того ж слова, що дають дублети, іноді різні за своїм значенням: gars / garçon, copain / compagnon, sire / seigneur, pâtre / pasteur, nonne / nonnain, pute / putain.

### Вживання роду
Загалом кажучи, маркування роду в латинській мові відбувалося зі зміни закінчень іменників і прикметників. В процесі еволюції від латині до давньофранцузької мови маркери роду втратили свої первинні характеристики. Для спрощення опису можна виділити кілька великих груп слів:
1. Слова жіночого роду на -as дали слова жіночого роду у французькій мові: rosam > rose / rosas > roses.
2. Слова середнього роду множини, що закінчуються на -a, також дали слова жіночого роду: folia > feuille; arma > arme.
3. Слова чоловічого роду на -is перетворилися на слова чоловічого роду французької мови:  canis > chien; panis > pain; rex / regis > roi.
4. Іменники чоловічого роду на -er також стали словами чоловічого роду:  pater > père; frater > frère; liber > livre.

У романський період латинь втратила середній рід, який був поглинений чоловічим родом; наприклад, granum > granus> grain (чол.). Слова середнього роду granum і lactis перейшли в слова чоловічого роду французької мови; чоловічого роду — floris — перейшло в жіночий рід у французькому, і навпаки, слова gutta і tabula так і залишилися словами жіночого роду, але слово burra (bure) зберегло жіночий рід латинського оригіналу, щоб стати словом чоловічого роду «bureau», етимоном якої вона є.
Однак безліч слів давньофранцузької мови змінило свій рід протягом Середньовіччя. Так, жіночого роду були такі іменники як amour, art, évêché, honneur, poison, serpent; сьогодні вони є іменниками чоловічого роду. І навпаки, слова, які є сьогодні іменниками жіночого роду, раніше мали чоловічий рід: affaire, dent, image, isle (île), ombre тощо.

### Фемінізація
Процес вторинної морфологізації роду у давньофранцузькій мові був завершений не повністю. Багато які жорсткі еквіваленти слів з'явилися набагато пізніше, вже в сучасній мові. Нижче наведено короткий список слів, даних в жіночому і чоловічому роді:
| Чол. рід   | Жін. рід              |
| ---------- | --------------------- |
| empereur   | emperiere (emperière) |
| devin      | devine                |
| medecin    | medecine              |
| lieutenant | lieutenande           |
| chef       | chevetaine            |
| apprenti   | apprentisse           |
| bourreau   | bourelle              |

### Числівники
Необхідно також згадати про систему числення, що зазнала глибоких змін у давньофранцузькій мові. Успадковані від латинської мови числівники відповідають числам від одного до шістнадцяти. Число сімнадцять (dix-sept), наприклад, є першим числом, побудованим за принципом народної (логічної) системи числення, що утворює всі наступні числа: 10 + 7, 10 + 8, 10 + 9 тощо. Що ж стосується найменувань цілого числа десятків, латина мала десяткову систему; так, числа dix (< decem),vingt (< viginti), trente (< tringinta), quarante (< quadraginta), cinquante (< quinquageni) і soixante (< sexaginta) мають латинське походження. Така ж система використовується в Бельгії та Швейцарії для позначення і наступних цілих десятків: septante (< septuaginta > septante), octante (< octoginta) або huitante (< octoginta> oitante) і nonante (<иnonaginta), що дає septante-trois, octante-neuf (або huitante-neuf),nonante-cinq, і т. д.
Але з XII століття давньофранцузька мова запозичила нормандське числення (германського походження), що будується на основі двадцяткової системи, що має як основу число двадцять (що писалося як vint або vin). Ця система вживалася у народів, які мають германське походження. У цій системі ми знаходимо форми «двадцять і десять» (що писалося як vins et dis) для позначення 30, deux vins для 40, trois vins для 60, quatre vins для 80, cinq vins для 100, six vins для 120, dis vins для 200, quinze vins для 300, і т. д. Ще в XVII столітті письменники використовували двадцяткову систему. Так, Расін писав до Буало: « Il y avait hier six vingt mille hommes ensemble sur quatre lignes».
Отже, система числення сучасної французької мови є гібридною: вона одночасно має романське і германське походження. Числівники же зразок soixante-dix є складовими словами (soixante + dix), утвореними за народною романською системою; для того щоб сказати це ж число германською (нормандською) системою, необхідно вимовити trois-vingt-dix. Числівник же quatre-vingt-dix також є нормандським за походженням, до якого додано народний компонент [+ 10].
У XVII столітті французька Академія запровадила для всієї Франції двадцяткову систему для чисел 70, 80 і 90, у той час як фактично десяткова система (яка використовує числа septante, octante, nonante) була у вжитку у великому числі регіонів; дана система буде використовуватися в деяких областях Франції аж до Першої світової війни.

### Дієслово
У Середні століття велике число дієслів мало відмінні від сучасних інфінітиви. Так, замість інфінітива на -er (походить від латинських дієслів на-are, наприклад у випадку  cantare > chanter), використовували інфінітив на -ir: abhorrir, aveuglir, colorir, fanir, sangloutir, toussir, і т. д. Є також і невживані сьогодні інфінітиви: дієслова tistre (tisser — плести), benistre (bénir — благословляти) і benire (bénir). Мало того, є безліч дієслів, широко вживаних у Середньовіччі, але зниклих сьогодні: ardoir (< ardere: горіти), bruire (< * brugere: робити шум), chaloir (< calere: відчувати спеку), doloir (< dolere: страждати), enfergier (< en fierges: заковувати в кайдани), escheler (< eschiele: підниматися по сходах), ferir (< ferire: битися), nuisir (< nocere: завдавати шкоди), oisever (< * oiseus: байдикувати), plaisir (< placere: подобатися), toster (< * tostare: смажити), vesprer (< vesperare: стояти (про ніч)).
У давньофранцузькій мові зникли деякі латинські дієслівні часи: плюсквамперфект дійсного способу (j'avais chanté), Майбутні попередні часи (j'aurai chanté), імператив в майбутньому часі (?), інфінітив в минулому часі (avoir chanté), інфінітив в майбутньому часі (devoir chanter). Але зате давньофранцузька мова створила дві нові часові форми: майбутній час на -rai (повністю аналогічна українській складній формі майбутнього часу — з додаванням до інфінітиву особових форм дієслова «мати») і умовний спосіб на -rais. Для майбутнього часу і умовного способу в латині були складні форми, складені за типом cantare habes (буквально: «ти маєш, [що] співати», ти будеш співати), cantare habebas (буквально: "у тебе було, [що] співати ", ти б заспівав). Слід зазначити, давньофранцузька мова ввела частку «que» для позначення кон'юнктива; треба сказати, що більша частина дієслів мали схожі форми в теперішньому часі і кон'юнктиві (ср. р. j'aime / il faut que j'aime).
І нарешті, відмінювання французької мови відтворювалося на письмі не так, як сьогодні. Аж до епохи среднефранцузької мови в кінці дієслів, що стоять в теперішньому часі дійсного способу, не писалися кінцеві -e і -s: je dy, je fay, je voy, je supply, je rendy, і т. д. Вживання майбутнього часу також не було таким, яким воно стало сьогодні. Багато авторів писали je priray (prier), il noura (nouer), vous donrez (donner), j'envoirai (envoyer), je mouverai (mouver), je cueillirai (cueillir), je fairai (faire), je beuvrai (boire), je voirai (voir), j'arai(avoir), je sarai (savoir), il pluira (pleuvoir).

## Лексика
Лексика давньофранц. мови була ближча до латинської і спільнороманської, оскільки ряд лексем (або їхніх значень) з часом застаріли, зникли, поміняли свої значення та/або їхню частотність: напр. давньофранц. moillier «жінка» (див. сучас. ісп. mujer) з лат. mulier; entre «міцний», «здоровий» < лат. integer (суч. entier «цілий»); moult «численний» (див. ісп. mucho, рум. mult); querre «хотіти, бажати, любити, шукати» (див. ісп. querer, рум. cere), quant (суч. combien), sangle (суч. seul; singulier) та ін.  [Архівовано 25 січня 2010 у Wayback Machine.]

## Письмо
Було б перебільшенням сказати, що в давньофранцузькій мові не існувало «орфографії»; таким чином, слід визначити, що мається на увазі під цим словом. Примітним фактом є те, що у кожного слова не було усталеного написання: в різних регіонах, у різних писарів і навіть на різних рядках одного і того ж манускрипту слово могло мати безліч варіантів написання. Однак середньовічні способи написання слів не були випадковими.
Писарі користувалися зовні простим принципом: передавати за допомогою неадаптованого через відсутність великого числа графем латинського алфавіту передати якомога ближче вимову слова. І під час переходу від народної латини до давньофранцузької мови велика кількість фонем еволюціонували, давши народження нових звуків, для яких не було передбачено ніяких букв.